# تشاو جونغ
تشاو جونغ (بالصينية: 赵勇) هو سياسي صيني، ولد في 1963 في يييانغ في الصين. حزبياً، نشط في الحزب الشيوعي الصيني. وقد انتخب عضو دائم في اللجنة الوطنية للمؤتمر الاستشاري السياسي للشعب الصيني خلال فترته النيابية ‏ وانتخب عضو مجلس الشعب الصيني ‏ خلال فترته النيابية ‏ وانتخب عضو في اللجنة الوطنية لجمهورية الصين الشعبية خلال فترته النيابية ‏.